# Герхард Генцен
Герхард Карл Ерих Генцен (Грајфсвалд, 24. новембар 1909 — Праг, 4. август 1945) је био немачки математичар и логичар.
Рођен је у Грајфсвалду, Немачка. Био је ученик Хермана Вајла на Универзитету у Гетингену од 1929. до 1933. Главни Генценов рад је био из основа математике, у теорији доказа, посебно у природној дедукцији и рачуну секвената.
Герхард Генцен је био члан НСДАП и СА. Између 1934. и 1943. је био асистент Давида Хилберта у Гетингену, а од 1943. је био доцент на Универзитету у Прагу. Након рата је умро од глади у Прагу, након што су га 7. маја 1945. године Руси ухапсили, као и све Немце у Прагу